# Hermann von Doetinchem de Rande

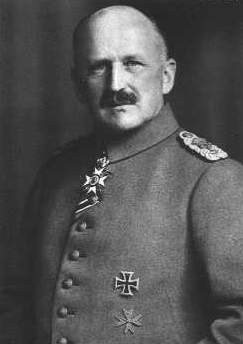
Hermann von Doetinchem de Rande

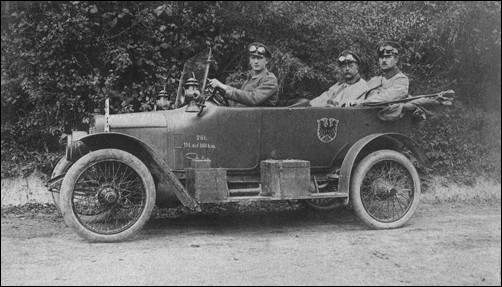
Oberstleutnant von Doetinchem de Rande (Mitte) während des Ersten Weltkrieges mit Adjutant und Fahrer

Karl Albert Konstans Hermann von Doetinchem de Rande (* 6. Oktober 1866 in Endruhnen, Kreis Pillkallen, Ostpreußen; † 18. März 1932 in Schwerin) war ein preußischer Generalmajor.

## Leben

### Herkunft
Er entstammte einer ursprünglich in der Stadt Doetinchem in Gelderland ansässigen Familie und war der Sohn des preußischen Generalmajors Robert von Doetinchem de Rande (1829–1896) und dessen Ehefrau Stephanie, geborene Zander (1842–1925).

### Militärkarriere
Doetinchem trat am 5. Februar 1885 als Fähnrich in das 3. Garde-Regiment zu Fuß der Preußischen Armee ein. Dort wurde er am 12. Januar 1886 zum Sekondeleutnant befördert und fungierte vom 22. Mai 1889 bis zum 19. September 1892 als Adjutant des Füsilier-Bataillons. Im Anschluss absolvierte Doetinchem die Kriegsakademie. Im April 1896 folgte seine Kommandierung zur Dienstleistung beim Großen Generalstab, wohin er am 15. Juni 1898 mit seiner Beförderung zum Hauptmann versetzt wurde.
Doetinchem war bei Ausbruch des Ersten Weltkriegs Oberstleutnant im Stab des 5. Westfälischen Infanterie-Regiments Nr. 53. Am 25. November 1914 wurde er zum Kommandeur des 4. Thüringischen Infanterie-Regiments Nr. 72 ernannt und in dieser Stellung am 1. November 1916 zum Oberst befördert. Zuletzt kommandierte er die 56. Infanterie-Brigade und wurde nach Kriegsende unter Verleihung des Charakters als Generalmajor 1919 aus dem aktiven Militärdienst verabschiedet.
Als Pensionär lebte er in Schwerin. Er war Ehrenritter des Johanniterordens.

### Familie
Doetinchem heiratete in erster Ehe am 6. Oktober 1892 in Alvensleben (Ortsteil von Bebertal) Anna Schröder (* 5. Januar 1872 in Mulmke; † 7. Oktober 1916 in Alvensleben), die Tochter des preußischen Amtsrats und Domänenpächters Friedrich Schröder in Alvensleben und der Ida von Doetinchem de Rande. Aus dieser Ehe stammte Sohn des Clemens von Doetinchem de Rande (1893–1979), der spätere Eigentümer des 635 ha Gutes Frauenmark in Mecklenburg. In zweiter Ehe heiratete er am 11. November 1919 in Schwerin die aus erster Ehe verwitwete Sophie Marquardt (* 25. Juni 1868 in Hannover; † 25. April 1949 in Schwerin). Diese Ehe war kinderlos.